# Centurion II Zaccaria
Centurion II Zaccaria (zm. 1432) – genueński książę Achai w latach 1404-1430. 

## Życiorys
Wnuk Centuriona I Zaccarii, syn Andronika Asena Zaccarii. Prowadził wojnę o ocalenie resztek swojego księstwa na Peloponezie z Tomaszem Paleologiem. Pokonany w 1430 roku, wydał swoją córkę Katarzynę za Tomasza Paleologa, która wniosła w posagu łacińskie Księstwo Achai. W wyniku tego mariażu Księstwo Achai, istniejące od 1204 roku, przestało istnieć. Jako rekompensatę otrzymał dożywotnio baronię Arkadii na południowym Peloponezie. Jego synem był Jan Asen Zaccaria.